# Min lille hund Mester - Katteballade
|  | Denne artikel er oprettet af botten PalnaBot ud fra en ekstern database. Den kan derfor have sproglige fejl eller mangler. Denne skabelon kan fjernes efter kontrol af indholdet. |

Min lille hund Mester - Katteballade er en børnefilm instrueret af Maria Mac Dalland efter manuskript af Oliver Winding.

## Handling
Mester bor i et lille hus på landet sammen med en rar mand, som hedder Thomas. Nu har Thomas fået sig en kone, som hedder Bibi, og det har Mester fået meget godt ud af. Bibi er nemlig en rigtig dyreven. Bibi har også en kat, men det lader Mester, som om han ikke har lagt mærke til. Ordentlige hunde kan ikke lide katte, og nogle gange er han nødt til at vise katten, hvem der bestemmer. Thomas fortæller Mester en historie om en konge, som også gerne ville bestemme alting, men endte med at lære klogskab af kvinder i Afrika. Efter historien får Mester og katten en frikadelle, og så opdager Mester, at man kan vænne sig til meget - selv katte.